# Mankind: la storia di tutti noi
Mankind: la storia di tutti noi (Mankind: The Story of All of Us) è una docu-serie statunitense andata in onda, su History, per la prima volta il 13 novembre 2012 negli Stati Uniti e nel Regno Unito e il 14 novembre 2012 in Asia. La trasmissione è narrata da Josh Brolin negli Stati Uniti, Stephen Fry nel Regno Unito, Jack Thompson in Australia e Nuova Zelanda mentre dal 12 luglio 2013 fu trasmessa in Italia sulla rete Mediaset, Italia 1, con la voce di Roberto Pedicini come narratore. 

## Episodi
| nº | Titolo originale | Titolo italiano            | Prima TV USA e UK |
| --- | ---------------- | -------------------------- | ----------------- |
| 1 | Inventors        | L'alba dell'uomo           | 13 novembre 2012  |
| Su un pianeta unico, una nuova specie muove i suoi primi passi: l'umanità ha inizio. Ma è un mondo pieno di pericoli. Minacciata dall'estinzione la nostra specie si innova per sopravvivere: scopriamo il fuoco e l'agricoltura, costruiamo città e piramidi, inventiamo il commercio, e padroneggiamo l'arte della guerra. Da umili origini, diventiamo la creatura dominante sul pianeta. Ora il futuro ci appartiene. |                  |                            |                   |
| 2 | Iron Men         | Il nuovo potere            | 13 novembre 2012  |
| Una misteriosa banda di pirati saccheggia la costa mediterranea, lasciando dietro di sé la distruzione. Gli imperi cadono, ma fuori dal caos, scopriamo il ferro. Armata di questo meraviglioso metallo la gente comune può rovesciare i tiranni e costruire un nuovo ordine mondiale. Dalla nascita della democrazia ad Atene, alla creazione della Bibbia in Babilonia, il potere della gente rimodella l'umanità. |                  |                            |                   |
| 3 | Empires          | Nasce l'impero             | 20 novembre 2012  |
| La crocifissione di Gesù dà origine alla religione globale, ma il cristianesimo potrebbe non essere mai accaduto senza l'impero romano. La vasta rete di strade e di rotte marittime dell'Impero Romano consente alle merci e alle idee di fluire attraverso tre continenti, permettendo al messaggio di Gesù di trasformare l'umanità in tutto il mondo. |                  |                            |                   |
| 4 | Warriors         | L'ascesa dell'oriente      | 20 novembre 2012  |
| Quando Roma viene saccheggiata dai barbari l'Europa entra in un'età oscura. Ma dai confini del vecchio impero, due nuove forze ricostruiscono il mondo. Gli arabi, finanziati da una corsa all'oro, si uniscono sotto la bandiera dell'Islam. I vichinghi ringiovaniscono le città d'Europa diventando cavalieri cristiani. Il palcoscenico è ora pronto per uno scontro di civiltà: le Crociate. |                  |                            |                   |
| 5 | Plague           | La morte nera              | 27 novembre 2012  |
| Gengis Khan, il più sanguinario condottiero della storia, si sposta dal sud della Mongolia alla Cina e crea un potente impero, lasciando 40 milioni di cadaveri nella sua scia. Ma un assassino più grande insegue l'umanità: la peste. Viaggiando lungo le rotte commerciali mongole, la malattia semina il caos in Asia e in Europa, il più grande disastro biologico della storia. Ma le Americhe non sono colpite. Qui, le civiltà prosperano in uno stato d'isolamento. |                  |                            |                   |
| 6 | Survivors        | Rinascita dalle ceneri     | 27 novembre 2012  |
| L'oro dell'Africa avvia la rinascita dell'Europa. Il denaro scorre a Venezia, creando nuove opportunità per gli imprenditori disposti a correre dei rischi. In Cina una nuova arma - la pistola - consente a una rivolta contadina di unificare il paese. Le innovazioni cinesi ispirano la stampa in Europa, e milioni di libri vengono stampati. Uno di loro ispirerà un viaggio nel Nuovo Mondo. L'America chiama. |                  |                            |                   |
| 7 | New World        | Il nuovo mondo             | 4 dicembre 2012   |
| Gli Aztechi hanno costruito un potente impero che domina il Centro America. Ma sarà distrutto a causa di un effetto domino. A 7.000 miglia di distanza nella moderna Turchia, il grande centro commerciale di Costantinopoli è invaso da un esercito islamico. Gli europei cercano una nuova rotta verso l'est ricco di spezie. Invece, Cristoforo Colombo atterra in America e scopre l'oro. Entro 30 anni gli Aztechi saranno conquistati. |                  |                            |                   |
| 8 | Treasure         | L'era globale              | 4 dicembre 2012   |
| Nelle Ande gli spagnoli aprono la più grande miniera d'argento del mondo e coniano milioni di pesos de ocho (pezzi da otto). Queste monete trasformano l'economia globale, riempiono i forzieri dei pirati, alimentano una grande ascesa del mercato azionario e aiutano a costruire il Taj Mahal. Mentre il commercio esplode, milioni di persone vengono nel Nuovo Mondo come schiavi. Ma una manciata di pellegrini vengono come pionieri alla ricerca della libertà. |                  |                            |                   |
| 9 | Pioneers         | L'epoca delle esplorazioni | 11 dicembre 2012  |
| L'umanità intraprende una nuova era di esplorazione e doma la natura selvaggia. Nel Nord America, in Siberia e in Australia, le antiche tradizioni vengono spazzate via nel nome del commercio e della scienza. Nel giro di cento anni, la paura irrazionale che ha prodotto un processo per streghe a Salem lascia il posto a un grido di libertà molto razionale. I rivoluzionari americani affrontano un potente impero. Inizia la battaglia per il mondo moderno. |                  |                            |                   |
| 10 | Revolutions      | Le grandi rivoluzioni      | 11 dicembre 2012  |
| Due grandi rivoluzioni si intrecciano. La rivoluzione americana ispira sogni di libertà politica e personale. La rivoluzione industriale sostituisce la forza muscolare con le macchine, liberando l'umanità dai limiti della natura. Ma la nostra più antica malattia del fegato prospera nelle città industriali. Con la guerra civile americana, le due rivoluzioni si scontrano. La prima guerra industriale del mondo è una battaglia per definire la "libertà". |                  |                            |                   |
| 11 | Speed            | L'uomo moderno             | 18 dicembre 2012  |
| La fine della guerra civile consente all'umanità di raggiungere il suo apice. Questa è un'epoca di innovazione, trasformazione e produzione di massa. Le persone credono che "tutto è possibile". Il Giappone passa dalla società feudale a una superpotenza industriale in 50 anni. Ma il progresso ha il suo lato oscuro: la domanda di gomma devasta l'Africa, e il desiderio di costruire in modo più grande, più veloce e migliore porta a un disastro titanico. |                  |                            |                   |
| 12 | New Frontiers    | Oblio o eternità           | 18 dicembre 2012  |
| L'umanità assume poteri divini: nutrire miliardi di persone, rimodellare il paesaggio, riprogettare il corpo umano. Tuttavia, la seconda guerra mondiale ha devastato la popolazione umana. Tra il caos, la Germania nazista e il Giappone imperiale creano imponenti imperi in Europa e in Asia. Il più grande potere di tutti viene scatenato su Hiroshima il 6 agosto 1945. Il movimento per i diritti civili ha luogo negli anni '60. Da quando siamo entrati nell'età atomica viviamo tra l'eternità e l'oblio, ma allo stesso tempo siamo diventati più connessi come specie. 100.000 anni fa c'erano alcune migliaia di cacciatori-raccoglitori nella savana africana. Oggi ci sono 7 miliardi di noi in ogni angolo del globo. |                  |                            |                   |

## Accoglienza

### Critica
The Hollywood Reporter e The New York Times hanno dato recensioni positive alla serie.